# Jugo de manzana

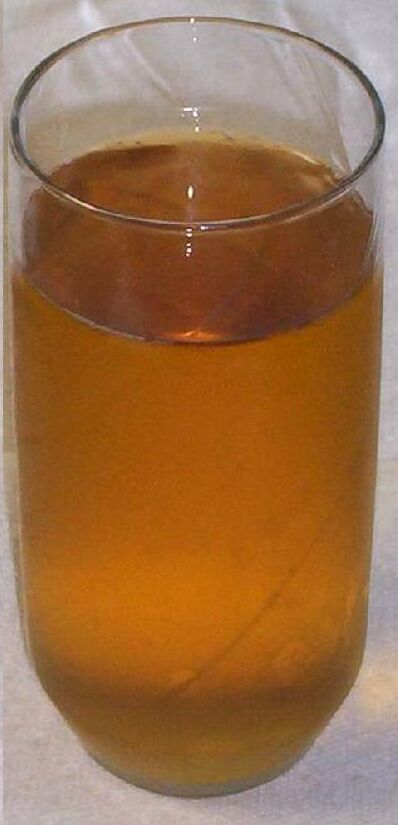
Un vaso con zumo de manzana.

El jugo o zumo de manzana es el líquido extraído de la manzana (Malus domestica). Se trata de un jugo que se suele manufacturar, envasar y comercializar. 
Tiene una concentración significativa de ácido fenoleico.
Como otras frutas, contiene vitaminas como la vitamina C.

## Beneficios para la salud
El jugo de manzana ayuda a combatir enfermedades asociadas con el envejecimiento,[cita requerida] ataques cardíacos[cita requerida] y cáncer.[cita requerida]
Este zumo contiene también nutrientes minerales como el boro (que ayuda a tener huesos resistentes).[cita requerida]